# طواف إقليم الباسك 2008
طواف إقليم الباسك 2008 هو سباق دراجات هوائية، تكون السباق من 6 مراحل وامتدّ لمسافة 838 كم بسرعة 39.78 كم/س، استغرق السباق 21 ساعة 03 دقيقة 59 ثانية. فاز به الإسباني ألبيرتو كونتادور وحلّ ثانيا كاديل إفانز بينما حصل على المركز الثالث داميانو كيونقو.

## الترتيب
| م                     | الدرّاج           | البلد    | الزمن                     |
| --------------------- | ---------------- | -------- | ------------------------- |
| الفائز بالترتيب العام | ألبيرتو كونتادور | إسبانيا  | 21 ساعة 03 دقيقة 59 ثانية |
| الثاني                | كاديل إفانز      | أستراليا |                           |
| الثالث                | داميانو كيونقو   | إيطاليا  |                           |
| حسب النقاط            | داميانو كيونقو   | إيطاليا  | -                         |